# Kosmač
Kosmač je priimek v Sloveniji, ki ga je po podatkih Statističnega urada Republike Slovenije na dan 1. januarja 2010 uporabljalo 832 oseb.

## Znani nosilci priimka
- Alan Kosmač (*1979), fotograf
- Albert Kosmač (1846—1872), egiptolog in orientalist
- Andreja Kosmač, pianistka, klavirska pedagoginja
- Angel Kosmač (1923—2005), duhovnik, župnik v Ricmanjih pri Trstu
- Anton Kosmač (1854—1916), politik
- Anton (Tone) Kosmač (*1976), atlet - tekač maratonec in mizar-restavrator
- Ciril Kosmač (1910—1980), pisatelj, prevajalec, scenarist
- Dunja Piškur-Kosmač (*1941), javnozdravstvena stokovnjakinja, državna sekretarka
- Franc Kosmač (*1960), policist in pedagog
- Franc Kosmač (1908—1982), kmet in družbenopolitični delavec
- France Kosmač (1922—1974), pesnik, pisatelj, filmski režiser in scenarist, dramaturg
- France Kosmač (1845—1864), pesnik
- Frančiček Kosmač (1817—1866), duhovnik
- Janez Kosmač (*1932), ljubiteljski kulturni delavec
- Janko Kosmač (*1941), duhovnik, misijonar (Slonokoščena obala)
- Josip Kosmač (1863—1916), slikar in podobar
- Jošt Kosmač, čelist
- Jurij Kosmač (1799—1872), pesnik, prevajalec in publicist
- Kaja Kosmač, ilustratorka
- Miha Kosmač, dr. zgodovine (Idrija)
- Mihael Kosmač (1862—po 1923?), slikar in podobar
- Nace Kosmač (*1986), nogometaš
- Nikolaj Kosmač (1907—1978), protifašist, politik
- Peter Kosmač, fotograf (Laufarija Cerkno)
- Rok Kosmač (*1985), pevec zabavne glasbe
- Rudi Kosmač (1932—1981), gledališki in filmski igralec, prof. AGRFT
- Stane Kosmač (*1950), slikar, likovni pedagog, galerist
- Tomaž Kosmač (1948—2022), metalurg
- Tomaž Kosmač (*1965), pisatelj